# 卡洛斯·巴萊巴
卡洛斯·努姆·科马·巴莱巴（法語：Carlos Noom Quomah Baleba；2004年1月3日—）是一名喀麥隆的職業足球運動員，現效力英超球隊布萊頓及喀麥隆國家足球隊。

## 外部連結
- Soccerway資料庫：卡洛斯·巴萊巴
- Carlos Baleba （页面存档备份，存于） at Athletic updates